# Intef (hijo de Iku)
Intef fue un nomarca del nomo de Uaset (Tebas), c. 2160-2150 a. C., y es considerado el padre del primer faraón de la dinastía XI de Egipto.
Fue denominado: Intef, Noble de nacimiento, Señor de Uaset (Tebas) ... el sempiterno.
En la Sala de antepasados de Karnak es mencionado como predecesor de Mentuhotep I. 
A Intef se le denomina en las inscripciones, frecuentemente, el hijo de Iku.
Intef está representado con la vestimenta y postura de un escriba egipcio en una estatua ordenada esculpir por Sesostris I.

## Titulatura
| Titulatura | Jeroglífico | Transliteración (transcripción) - traducción - (referencias) |

| i | W25 | n&t&f | S34 | D&t&tA |

| i | W25 | n&t&f | S34 | D&t&tA |

|  |

|  |

|  |

|  |

|  |

|  |

|  |

|  |

| Predecesor: (Dinastía X) | Faraón Dinastía XI | Sucesor: Mentuhotep I |

- Datos: Q571686
- Multimedia: Intef the Elder / Q571686